# 나가야마 다케시로
나가야마 다케시로(일본어: 永山 武四郎, 1837년 5월 28일(덴포 8년 음력 4월 24일) ~ 1904년(메이지 37년) 5월 27일)는 일본 제국의 육군 군인, 화족이다. 메이지 시대에 홋카이도청장관, 제7사단장, 귀족원의원 등을 역임했다. 최종 계급은 육군 중장이며 종2위 훈1등 남작에 봉해졌다. 지쿠마현 권령, 니가타현령을 역임한 나가야마 모리테루 남작은 그의 형이다.